# Richard Christopher Carrington
Richard Christopher Carrington (Chelsea, 26 maggio 1826 – Churt, 27 novembre 1875) è stato un astronomo inglese, noto per aver scoperto nel 1863 l'ineguaglianza della velocità di rotazione del Sole alle diverse latitudini (rotazione differenziale) per mezzo di una lunga serie di osservazioni delle macchie solari.
Carrington fu il primo a riportare l'osservazione di un'eruzione solare registrandone l'apparizione il 1º settembre 1859 (vedi Evento di Carrington) e stabilì inoltre i primi protocolli osservativi che condussero alla legge di Spörer.

## Biografia

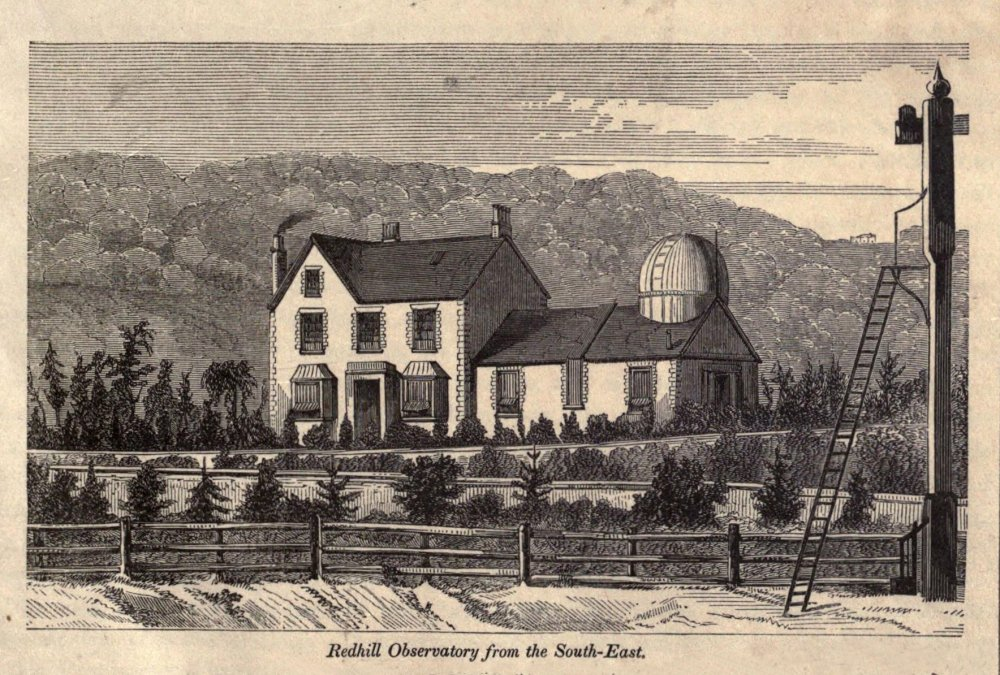
Rappresentazione dell'osservatorio astronomico allestito da Carrington presso la sua abitazione a Redhill, nel Surrey.

Richard Christopher Carrington nacque il 26 maggio 1826 da Richard Carrington, proprietario di una fabbrica di birra a Brentford, e da Esther Clarke Aplin. Indirizzato dal padre agli studi ecclesiastici, si laureò nel 1848 presso il Trinity College di Cambridge. Appassionatosi alla scienza nel corso dell'esperienza scolastica, decise di intraprendere  la carriera di astronomo, ispirato da James Challis, professore di Astronomia e direttore dell'osservatorio universitario a Cambridge.
Intenzionato a lavorare presso un osservatorio astronomico, Carrington disponeva, grazie alla rendita della fabbrica di famiglia, della somma necessaria a poterne costruire uno proprio. Prima, però, di intraprendere tale impresa, decise di impratichirsi presso un osservatorio esistente e si propose nel 1849 come assistente presso l'Osservatorio di Durham. Dopo averne migliorato notevolmente l'attività osservativa e nonostante la scarsa qualità degli strumenti, Carrington acquisì una chiara fama per le proprie capacità osservative in Inghilterra. Tuttavia, affinché potesse soddisfare le proprie ambizioni, Carrington aveva bisogno di una strumentazione migliore. Propose quindi agli amministratori dell'Osservatorio di acquistare nuovi telescopi, accollandosi parte della spesa e offrendo all'Università un finanziamento per la parte mancante. L'offerta fu rifiutata e Carrington si dimise nel 1852.
Tra il giugno e l'autunno del 1852, Carrington costruì l'Osservatorio di Red Hill, presso Reigate nel Surrey e lo dotò di due telescopi rifrattori costruiti da Troughton e Simms: il più grande di 12,7 cm di diametro, montato come telescopio meridiano, e l'altro, con montaggio equatoriale, di 12 cm di diametro. Assunse come assistente Harvey Simmonds. Nel 1853 Carrington decise di dedicare l'attività dell'Osservatorio a due imprese: l'osservazione diurna delle macchie solari, con la registrazione precisa del loro numero e posizione per un intero ciclo solare (11,11 anni) e la produzione di un catalogo stellare delle regioni estreme del cielo settentrionale, trascurate dagli osservatori maggiori, cui erano destinate le osservazioni notturne.
Allo scopo di superare le difficoltà nell'individuazione della posizione delle macchie solari sulla superficie del Sole, sviluppò un metodo molto ingegnoso, descritto nel suo lavoro On a Method of Observing the Positions of Spots on the Sun with an Example of its Application, pubblicato nel 1854. Il metodo consisteva nell'utilizzare due fili d'oro sospesi sull'oculare che, proiettati sull'immagine della superficie del Sole, costituivano un sistema di riferimento per il calcolo delle posizioni.
Nel 1856 concluse le osservazioni necessarie per la compilazione del catalogo stellare. Nello stesso anno visitò Heinrich Schwabe a Dessau, in Germania. L'anno seguente fu eletto segretario della Royal Astronomical Society, con Warren De la Rue. Sempre nel 1857 pubblicò il Catalogue of 3735 Circumpolar Stars (Catalogo di 3735 stelle circumpolari), lavoro per il quale ricevette la Medaglia d'oro della Royal Astronomical Society nel 1859. Nel frattempo, Simmonds lasciò il suo incarico di assistente.
Nel 1858 presentò una relazione alla RAS sulle sue osservazioni delle macchie solari in cui osservò che il Sole manifestava una rotazione differenziale e che pertanto doveva essere un corpo gassoso, superando definitivamente la rappresentazione herscheliana del Sole come di un corpo planetario (roccioso e freddo) avvolto da un'atmosfera ardente. Carrington individuò inoltre la variazione della latitudine delle macchie solari durante un ciclo solare, tuttavia la legge che descrive tale moto è oggi nota come legge di Spörer, dal nome dell'astronomo tedesco che successivamente la perfezionò.
Nello stesso anno morì suo padre e Carrington dovette rilevare l'azienda di famiglia. Ciò l'allontanò notevolmente dall'attività astronomica, riducendo notevolmente il tempo che poteva dedicare alle osservazioni ed ai calcoli da esse richieste.

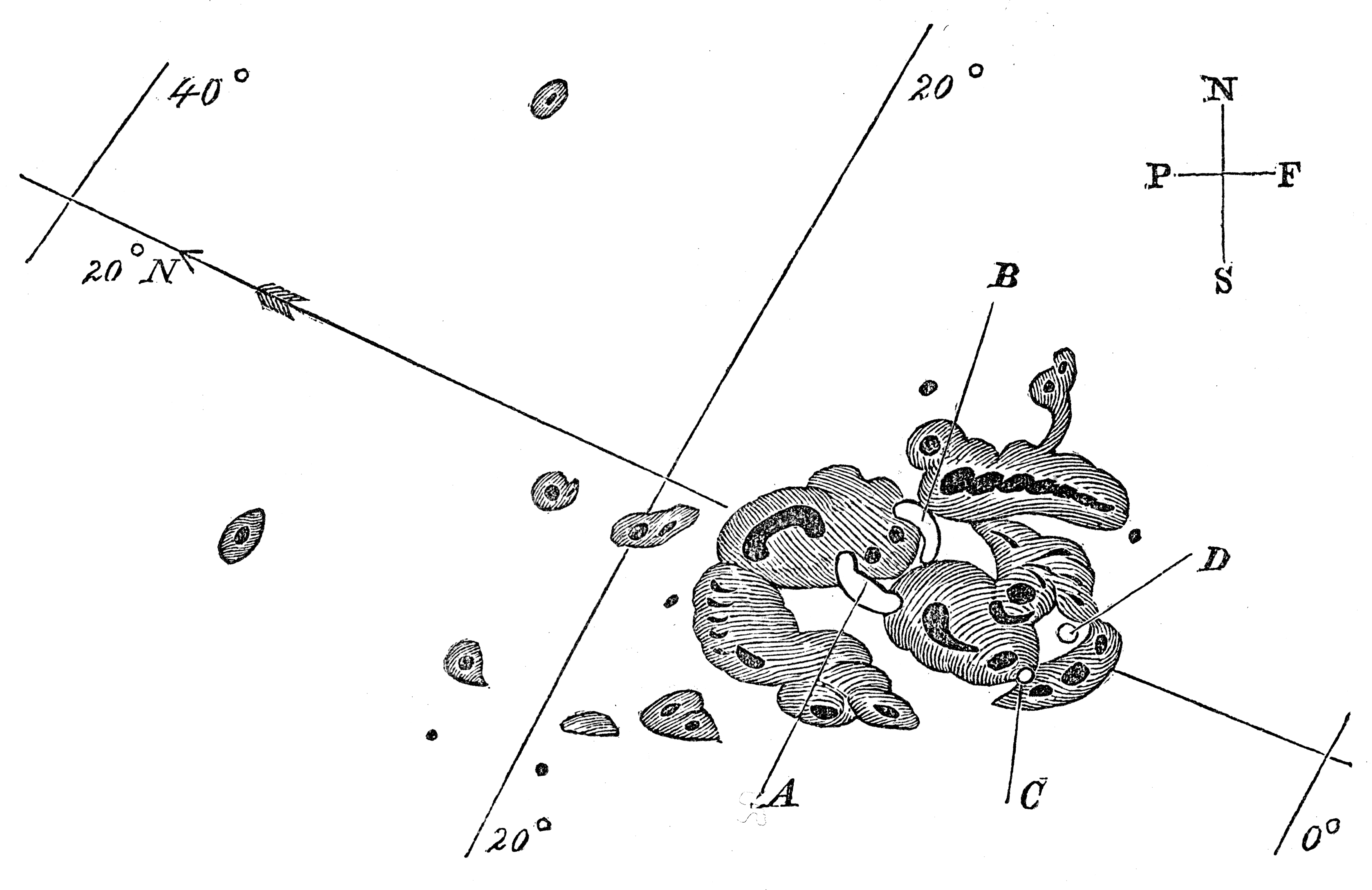
Disegno eseguito da Richard Carrington del brillamento solare osservato il 1º settembre 1859.

L'anno seguente, tuttavia, compì una delle principali scoperte della sua vita. Il 1º settembre 1859 registrò l'apparizione di una macchia molto luminosa sulla superficie del Sole per una durata di 5 minuti - la prima osservazione storica di un'eruzione solare (vedi Evento di Carrington). Carrington inoltre formulò l'ipotesi che tale fenomeno fosse legato alla tempesta magnetica che investì la Terra nei giorni seguenti.
Nel 1860 fu accolto come membro della Royal Society. Nello stesso anno, con la speranza di poter vendere la fabbrica di famiglia e proseguire la propria attività scientifica, si candidò alla direzione dell'Osservatorio Radcliffe dell'Università di Oxford ma l'incarico fu assegnato a Robert Main, sostenuto dall'astronomo reale George Airy. Nell'autunno dello stesso anno, James Challis si dimise dalla direzione dell'Osservatorio di Cambridge. Carrington si propose anche per tale incarico, ma il consiglio amministrativo dell'università gli preferì John Adams, professore di geometria presso l'ateneo. Carrington deplorò pubblicamente tale scelta, ritenendo che avrebbe condotto ad un peggioramento nelle attività dell'Osservatorio, essendo Adams un teorico. Nonostante ciò, la nomina fu confermata e Carrington, deluso, decise di abbandonare l'astronomia e disfarsi della strumentazione presente a Red Hill.
Nei fatti, tuttavia, impossibilitato a proseguire le osservazioni, completò il lavoro di revisione necessario alla pubblicazione dei dati raccolti attraverso le osservazioni solari. Il testo Observations of the Spots on the Sun from November 9, 1853, to March 24, 1861, made at Redhill fu pubblicato dalla Royal Society nel 1863. L'insieme delle osservazioni di Carrington delle macchie solari nel periodo 1853-1861 permisero nel 1863 all'astronomo francese Rodolphe Radau di precisare che il periodo di rotazione del Sole intorno al suo asse è di 25,187 giorni all'equatore, e di 27,730 giorni alle latitudini di 45º nord e 45º sud.
Nei due anni seguenti si ammalò gravemente. Inoltre, durante tale periodo, nacque un diverbio tra l'astronomo e la RAS e lui cessò la propria collaborazione con essa. A trentanove anni, nel 1865, vendette la fabbrica di birra e si trasferì a Middle Devil's Jump presso Churt nel Surrey, coll'intenzione di allestire un nuovo osservatorio. Qui tre anni dopo conobbe Rosa Helen Rodway che sposò il 16 agosto 1869.
Il matrimonio andò incontro ad una serie di tragici eventi. Subito dopo le nozze, Rosa Helen Rodway visse per alcuni mesi separata da Carrington, in casa di un uomo, William Rodway, che aveva presentato come suo fratello. In realtà, i due convivevano a Londra come una coppia di fatto e quando Carrington scoprì l'inganno, pretese che sua moglie Rosa tornasse a vivere a Middle Devil's Jump, senza tuttavia dare ad intendere ai due di essere a conoscenza della realtà dei fatti.
Il 19 agosto 1871 William Rodway, accecato dalla gelosia, aggredì Rosa a Middle Devil's Jump procurandole numerose ferite da taglio. In conseguenza di ciò, la donna iniziò ad assumere dei sedativi prima di addormentarsi. Pare che anche Carrington fosse divenuto dipendente da tali sostanze. Ad ogni modo, la sera del 16 novembre 1875 Rosa assunse una dose letale e la mattina seguente non si svegliò. Una settimana dopo anche Carrington - biasimato per l'accaduto - fu ritrovato cadavere, circondato da bottiglie della droga.
Contrariamente ai suoi desideri, fu sepolto presso il West Norwood Cemetery, a Londra, nella tomba di famiglia. Sulla sua lapide è riportata la scritta:

## Scritti
- Richard Christopher Carrington, Results of Astronomical Observations Made at the Observatory of the University, Durham ..., Durham, W. E. Duncan and Son, 1855.
- Richard Christopher Carrington, Catalogue of 3735 Circumpolar Stars, Longman, Brown, Green, and Longmans, 1857.
- R. C. Carrington, Description of a Singular Appearance seen in the Sun on September 1, 1859, in Monthly Notices of the Royal Astronomical Society, vol. 20, 1859,  pp. 13 – 15.
- Richard Christopher Carrington, Observations of the Spots on the Sun from November 9, 1853, to March 24, 1861, made at Redhill, Williams and Norgate, 1863.

## Riconoscimenti
- Medaglia d'oro della Royal Astronomical Society nel 1859
- Membro della Royal Society (7 giugno 1860)

In suo onore un  cratere da impatto lunare è stato battezzato "Carrington".